# NGC 1052
NGC 1052 je eliptická galaxie a galaxie s aktivním jádrem typu LINER v souhvězdí Velryby. Její zdánlivá jasnost je 10.5 m a úhlová velikost 2,80′ × 2,0′. Je vzdálená 67 milionů světelných let, průměr má 55 000 světelných let. Je členem trojice galaxií KTS 18 spolu s galaxiemi NGC 1035 a NGC 1042. Galaxii objevil 10. ledna 1785 William Herschel.

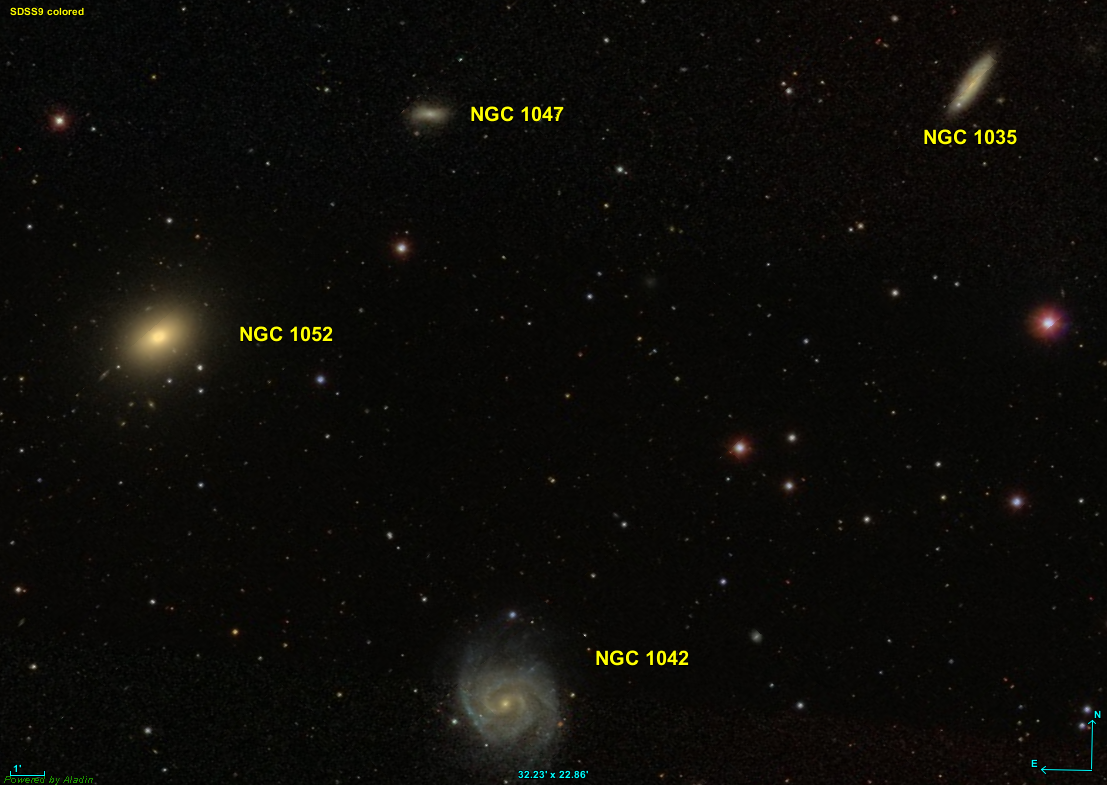
Galaxie NGC 1035, NGC 1042, NGC 1047 a NGC 1052. (SDSS)